# Craig Taborn

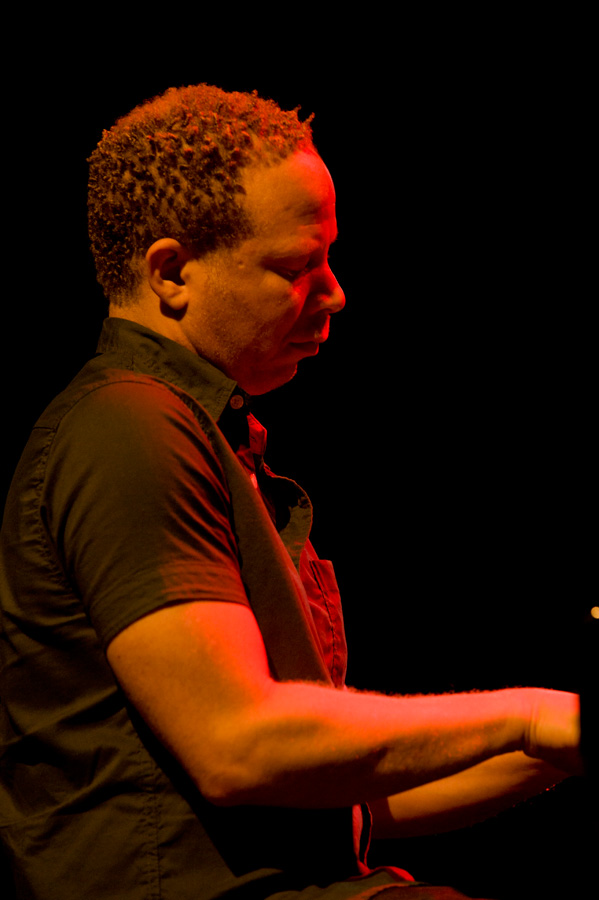
Craig Taborn, Moers Festival 2012

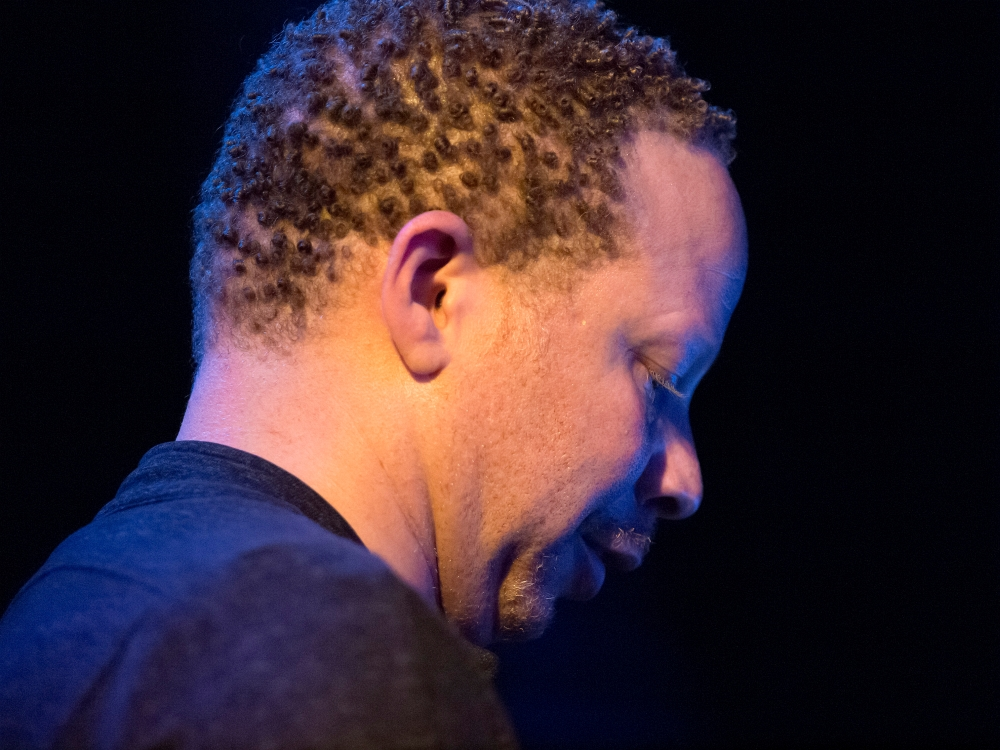
Craig Taborn im Jazzclub Unterfahrt (München 2012)

Craig Taborn (* 1970 in Detroit) ist ein US-amerikanischer Jazz-Pianist, Keyboarder und Komponist.

## Leben und Schaffen
Craig Taborn wurde bekannt durch seine Mitgliedschaft in der Band des Saxophonisten James Carter und wirkte an dessen Alben The Real Quietstorm (1994) und Conversation with the Elders (1996) mit. Er arbeitete außerdem seit den 1990er Jahren mit Mat Maneri (Blue Deco, 2000), Roscoe Mitchell, Nate Smith, Gerald Cleaver, Lotte Anker, Dave Binney, Wayne Krantz, Adam Rogers und anderen; daneben leitete er seit Mitte der 1990er Jahre sein eigenes Trio.
In den 2000er Jahren spielte er u. a. mit Tim Berne (The Shell Game, 2001), im Trio von Susie Ibarra (Songbird Suite, 2001 sowie 2004 auf Folklorito). 2002 arbeitete er mit Dave Douglas (Freak in), Hugh Ragin und dem norwegischen Bassisten Eivind Opsvik, mit Marty Ehrlich 2003, Drew Gress 2004, Chris Potter (Underground, 2005). 2006 wirkte er in Evan Parkers Transatlantic Art Ensemble (Boustrophedon) mit.
Nach einer ersten Veröffentlichung auf dem DIW-Label im Jahr 1994 nahm Taborn 2001 für das Label Thirsty Ear das Album Light Made Lighter auf, entstanden im Trio mit dem Bassisten Chris Lightcap und dem Schlagzeuger Gerald Cleaver. 2004 folgte in Quartettbesetzung mit Mat Maneri, dem Saxophonisten Aaron Stewart und dem Schlagzeuger Dave King Junk Magic, auf dem er das Spektrum des Jazz durch Computer und Samples erweiterte und auf dekonstruktive Weise gegenläufige Rhythmuspatterns setzte. 2011 legte er bei ECM das Soloalbum Avenging Angel vor. Zu hören ist er  auch auf Nicole Mitchells Album The Secret Escapades of Velvet Anderson (2014), Kris Davis’ Duopoly (2016) und Ches Smith’ Interpret It Well (2022, mit Bill Frisell).
Craig Taborn spielt zahlreiche Tasteninstrumente wie Piano, Orgel und den Moog-Synthesizer. Taborn arbeitet meist im Bereich des Avantgarde Jazz, aber auch in der Dark Ambient- und Techno-Musikszene Detroits.

## Auszeichnungen
2012 erhielt er den Paul Acket Award auf dem North Sea Jazz Festival. 2011 gewann er den Kritiker Poll von Down Beat (Electric Keyboard), nachdem er 2010 schon den Rising Star Award im Kritiker Poll von Down Beat gewonnen hatte. 2014 erhielt er den mit $ 275.000 dotierten Doris Duke Artist Award.

## Diskographische Hinweise
- Craig Taborn Trio (1994, DIW)
- Light Made Lighter (2001, Thirsty Ear Recordings)
- Junk Magic (2004, Thirsty Ear Recordings)[3]
- Avenging Angel (2011, ECM)[4]
- Chants (Craig Taborn Trio, 2013, ECM)
- Ches Smith-Craig Taborn-Mat Maneri: The Bell (ECM, 2016)
- Daylight Ghosts (2017, ECM), mit Chris Speed, Chris Lightcap, Dave King
- Kris Davis & Craig Taborn: Octopus (Pyroclastic, 2017)
- Vijay Iyer & Craig Taborn: The Transitory Poems (ECM, 2019)
- Steve Lehman Trio + Craig Taborn: The People I Love (2019)
- Craig Taborn & Dave King: The Power Tapes #3 (2020)
- Michael Formanek: Pre-Apocalyptic (2020)
- Junk Magic: Compass Confusion (Pyroclastic, 2020), mit  Chris Speed, Mat Maneri, Dave King, Erik Fratzke
- Shadow Plays (ECM, 2021), solo[5]
- Joëlle Léandre, Craig Taborn, Mat Maneri: hEARoes (RogueArt, 2023)